# Khandesh
Khandesh ist eine Region im nördlichen Dekkan von Indien, die politisch im Lauf der Zeit in verschiedenen Formen organisiert war:
- 14. Jahrhundert bis 1600: Khandesh (Sultanat)
- 1601 bis 1817 als Suba (Provinz) des Mogulreichs: Suba Khandesh
- 1817 bis 1906 bzw. 1961: als Distrikt Khandesh

Heute ist die Region geteilt in folgende Distrikte:
- Distrikt Burhanpur, Madhya Pradesh
- Distrikt Dhule, Maharashtra
- Distrikt Jalgaon, Maharashtra
- Distrikt Nandurgar, Maharashtra
- Dangs, Gujarat

Ein regionaler Dialekt des Gujarati mit zahlreichen Lehnsworten wird als Khandeshi bezeichnet (ISO 639-3: khd)